# Slik (álbum)
Slik es el único álbum de la banda de glam rock escocesa Slik, grupo musical donde el cantautor escocés Midge Ure comenzó su fama. Este disco salió en 1976, un año que comenzó bien para la banda, pero terminó mal gracias a que fueron opacados por el surgimiento del punk. 
Slik incluye el tema "Forever And Ever", que llegó al puesto número 1 en Reino Unido a inicios de 1976. También se encuentra "Requiem", canción que formó parte del Top 30 tanto en Reino Unido como en Alemania.

## Contenido

### Listado de canciones de la versión original en LP (1976)
| Lado A |                    |               |          |  |
| N.º    | Título             | Escritor(es)  | Duración |  |
| 1.     | «Dancearama»       |               |          |  |
| 2.     | «Darlin»           | Billy McIsaac |          |  |
| 3.     | «Bom-Bom»          | Exuma-Reno    |          |  |
| 4.     | «Better Than I Do» |               |          |  |
| 5.     | «Forever And Ever» |               |          |  |

| Lado B |                          |               |          |  |
| N.º    | Título                   | Escritor(es)  | Duración |  |
| 6.     | «Requiem»                |               |          |  |
| 7.     | «Do It Again»            | Midge Ure     |          |  |
| 8.     | «When Will I Be Loved»   | Phil Everly   |          |  |
| 9.     | «Day By Day»             | Billy McIsaac |          |  |
| 10.    | «No We Won't Forget You» | Jim McGinlay  |          |  |

### Listado de canciones de la versión masterizada al CD (2007)
- 1. Dancearama
- 2. Darlin'
- 3. Bom Bom
- 4. Better Than I Do
- 5. Forever And Ever
- 6. Requiem
- 7. Do It Again
- 8. When Will I Be Loved
- 9. Day By Day
- 10. No We Won't Forget You

Extra tracks:
- 11. Boogiest Band In Town
- 12. Hatchet
- 13. Again My Love
- 14. Everyday Anyway
- 15. Kid's A Punk
- 16. Slik Shuffle
- 17. Don't Take Your Love Away
- 18. This Side Up
- 19. I Wanna Be Loved
- 20. It's Only A Matter Of Time
- 21. No Star
- 22. Getaway